# Tadahiko Taira
Tadahiko Taira (Minamisōma, 12 de noviembre de 1956) es un piloto de motociclismo de velocidad japonés, que compitió regularmente en el Campeonato Mundial de Motociclismo desde 1984 hasta 1991.

## Biografía
En sus inicios, ganó tres consecutivas All Japan Road Race Championship en 1983, 1984 y 1985. Taira debutó en el Mundial en 1984 con Yamaha en el Gran Premio de los Países Bajos. Su mejor temporada fue en 1987 cuando acabó la temporada en sexta posición en la categoría de 500cc. Su única victoria en un Gran Premio fue en 1986 en 250cc en el Gran Premio de San Marino. En 1990, hizo equipo junto a Eddie Lawson para ganar las 8 Horas de Suzuka.

## Resultados
Sistema de puntuación de 1969 a 1987:
| Posición | 1.º | 2.º | 3.º | 4.º | 5.º | 6.º | 7.º | 8.º | 9.º | 10.º |
| Puntos   | 15  | 12  | 10  | 8   | 6   | 5   | 4   | 3   | 2   | 1    |

Sistema de puntuación de 1988 a 1992:
| Posición | 1.º | 2.º | 3.º | 4.º | 5.º | 6.º | 7.º | 8.º | 9.º | 10.º | 11.º | 12.º | 13.º | 14.º | 15.º |
| Puntos   | 20  | 17  | 15  | 13  | 11  | 10  | 9   | 8   | 7   | 6    | 5    | 4    | 3    | 2    | 1    |

(Las Carreras en negrita indica pole position, las carreras en cursiva indica vuelta rápida)
| Año  | Cat.  | Equipo             | Moto   | 1       | 2      | 3      | 4      | 5      | 6     | 7      | 8      | 9      | 10     | 11    | 12     | 13     | 14    | 15     | Pts. | Pos. |
| ---- | ----- | ------------------ | ------ | ------- | ------ | ------ | ------ | ------ | ----- | ------ | ------ | ------ | ------ | ----- | ------ | ------ | ----- | ------ | ---- | ---- |
| 1984 | 500cc | Marlboro Yamaha    | YZR500 | RSA -   | NAT -  | ESP -  | AUT -  | GER -  | FRA - | YUG -  | NED 6  | BEL 6  | GBR -  | SWE - | RSM -  |        |       |        | 10   | 16.º |
| 1985 | 500cc | Marlboro Yamaha    | YZR500 | RSA -   | ESP -  | GER -  | NAT 15 | AUT 9  | YUG - | NED -  | BEL -  | FRA -  | GBR -  | SWE - | RSM -  |        |       |        | 2    | 21.º |
| 1986 | 250cc | Marlboro Yamaha    | YZR250 | ESP DNS | NAT 22 | GER 9  | AUT 8  | YUG NC | NED 6 | BEL 9  | FRA 10 | GBR NC | SWE 13 | RSM 1 |        |        |       |        | 28   | 9.º  |
| 1987 | 500cc | Marlboro Yamaha    | YZR500 | JPN 6   | ESP 7  | GER 4  | NAT 6  | AUT 9  | YUG 7 | NED 18 | FRA -  | GBR 8  | SWE 13 | CZE 3 | RSM 4  | POR NC | BRA 7 | ARG 8  | 56   | 6.º  |
| 1988 | 500cc | Yamaha Racing Team | YZR500 | JPN 5   | USA -  | ESP -  | EXP -  | NAT 10 | GER - | AUT -  | NED -  | BEL -  | YUG -  | FRA - | GBR 10 | SWE 14 | CZE 5 | BRA -  | 36   | 15.º |
| 1989 | 500cc | Tech-21 Yamaha     | YZR500 | JPN 8   | AUS 6  | USA NC | ESP 8  | NAT -  | GER - | AUT -  | YUG -  | NED -  | BEL -  | FRA - | GBR -  | SWE 10 | CZE 9 | BRA -  | 39   | 14.º |
| 1990 | 500cc | Tech-21 Yamaha     | YZR500 | JPN 6   | USA -  | ESP -  | NAT -  | GER -  | AUT - | YUG -  | NED -  | BEL -  | FRA -  | GBR - | SWE -  | CZE -  | HUN - | AUS NC | 10   | 23.º |
| 1991 | 500cc | Y.R.T.R. Yamaha    | YZR500 | JPN NC  | AUS -  | USA -  | ESP -  | ITA -  | GER - | AUT -  | EUR -  | NED -  | FRA -  | GBR - | RSM -  | CZE -  | VDM - | MAL -  | 0    | -    |